# Le Soleil dans le filet
Pour les articles homonymes, voir Slnko v sieti.
Pour plus de détails, voir Fiche technique et Distribution.
Le Soleil dans le filet (Slnko v sieti) est un film tchécoslovaque réalisé par Štefan Uher et sorti en 1963. 
Faisant partie de la Nouvelle Vague tchécoslovaque, c'est aussi un film clé dans le développement des cinémas slovaque et tchécoslovaque.  

## Fiche technique
- Titre : Le Soleil dans le filet
- Titre original : Slnko v sieti
- Réalisation : Štefan Uher
- Scénario : Alfonz Bednár
- Musique : Ilja Zeljenka
- Photographie : Stanislav Szomolányi
- Montage : Bedrich Voderka
- Société de production : Filmové Studio Bratislava
- Pays :  Tchécoslovaquie
- Genre : Drame
- Durée : 90 minutes
- Dates de sortie : 
  -  Tchécoslovaquie : 15 février 1963

## Distribution
- Marián Bielik : Fajolo
- Jana Beláková : Bela
- Olga Salagová : Jana
- Pavel Chrobak : Blazej, le mécanicien
- Adam Janco : Stohár Blazej
- Vladimír Malina : un pêcheur
- Eliska Nosálová : Stana Blazejová
- Lubo Roman : Peto
- Andrej Vandlík : Ján Blazej